# Jordan Larsson
Jordan Larsson (Rotterdam, 1997. június 20. –) holland születésű svéd válogatott labdarúgó, a København játékosa.

## Pályafutása

### Klubcsapatokban
A Barcelona akadémiáján kezdte a futballt, amikor édesapja a katalánoknál játszott. 2006-ban a Högaborgshoz került, majd itt is mutatkozott be a felnőtteknél 2012-ben. 2014 januárjában a Helsingborgs IF csapatához igazolt 4 évre. Július 27-én debütált új csapatában az első osztályban, 17 évesen az Örebro SK ellen. A 73. percben váltotta Mattias Lindströmt, a mérkőzés 1-1-re végződött. Augusztus 26-án a kupában is debütált, mégpedig a Torslanda IK ellen. 2 gólt is szerzett a 4-1-re megnyert mérkőzésen. 2015. március 4-én a Syrianska FC ellen ismét gólt szerzett, a mérkőzés végül 2-2-es döntetlennel zárult. Június 6-án a bajnokságban is megszerezte első gólját, mégpedig az Åtvidaberg FF ellen. Egy hónappal később az AIK Solna ellen a bajnokságban duplázott. 2016 novemberében a Halmstads BK elleni osztályzó mérkőzés visszavágóján gólt szerzett, de csapata így is kikapott és kiestek az élvonalból. A Helsingborgs fanatikusok előbb bedobáltak néhány elemet a lelátóról, majd bementek a pályára és Jordan került eléjük, akit azonmód le is vetkőztettek. A szezon végén távozott, 65 mérkőzésen 18 gólt szerzett és 12 gólpasszt jegyzett.
2017. január 2-án bejelentették, hogy 3 és féléves szerződést kötött a holland NEC csapatával. január 15-én bemutatkozott a bajnokságban a Willem II ellen 1–0-ra megnyert találkozón, az 59. percben váltotta Kévin Mayit. A szezon végén kiestek csapatával az élvonalból, miután a rájátszást is elvesztették. A másodosztályban az 1. fordulóban az Almere City ellen duplázott, megszerezve első góljait a klubban. 2018. január 2-án aláíert az IFK Norrköping csapatához 2020-ig.
2019. augusztus 2-án aláírt az orosz Szpartak Moszkva csapatához 4 millió euróért. Augusztus 25-én megszerezte első gólját a Krilja Szovetov Szamara csapata ellen. Október 27-én duplázott a Lokomotyiv Moszkva együttese ellen.
2022 márciusában a FIFA engedélyezte, hogy az Ukrajna elleni orosz invázió kapcsán, hogy az oroszországi külföldi játékosok a 2021–2022-es szezon végéig felfüggesszék a szerződésüket, és addig az időpontig egy Oroszországon kívüli klubbal szerződjenek. Április 4-én rövidtávú szerződést kötött az AIK Fotboll csapatával. Hat nappal később az IFK Norrköping ellen mutatkozott be. Május 1-jén megszerezte első gólját a GIF Sundsvall ellen.
2022. augusztus 5-én 2025 nyaráig szóló szerződést kötött a német Schalke 04 csapatával. 2023. január 28-án a szezon további részében kölcsönben a dán København csapatánál töltötte. Június 13-án a dán klub szerződtette.

### A válogatottban
2015. október 7-én a svéd U19-es labdarúgó-válogatottban a 2016-os U19-es labdarúgó-Európa-bajnokság selejtező mérkőzésén a fehérorosz U19-es labdarúgó-válogatott ellen gólt és gólpasszt jegyzett. 2016. július 3-án a svéd U21-es labdarúgó-válogatottban góllal mutatkozott be, a 90. percben váltotta Arber Zenelit és 5 perccel később kialakította a 3–2-s végeredményt a grúz U21-es labdarúgó-válogatott elleni 2017-es U21-es labdarúgó-Európa-bajnokság selejtező mérkőzésen. Håkan Ericson beválogatta a 2016-os Olimpiára készülő keretbe, de édesapja nem engedte elutazni a tornára. 2017. november 10-én megszerezte második gólját is az U21-es csapatban a magyar U21-es válogatott ellen.
2018. január 7-én debütált a felnőtt válogatottban Észtország elleni felkészülési mérkőzésen, kezdőként 64 percet töltött a pályán. Négy nappal később Dánia ellen 1–0-ra nyertek és a győztes gólt szerző Gustaf Nilsson az ő 93. percben történő kapufáról vissza pattanó labdáját lőtte a hálóba. 2021. május 18-án bekerült a 2020-as labdarúgó-Európa-bajnokságra utazó keretbe.

## Család
Apja, Henrik Larsson szintén profi labdarúgó, edző.

## Sikerei, díjai
Szpartak Moszkva
- Orosz kupa: 2021–22[33]

København
- Dán Szuperliga: 2022–23[34]
- Dán kupa: 2022–23[35]